# Copa da Bélgica de Voleibol Masculino
A  Copa da Bélgica de Voleibol Masculino é uma competição anual entre clubes de voleibol masculino da Bélgica. É organizado pela FRBVB e qualifica para a Supercopa Belga.